# Lorettokreuz
Das Lorettokreuz war eine Auszeichnung der Kongregation von Loretto für Verdienste um die Basilika vom Heiligen Haus in Loreto. Sie wurde im Jahr 1888 gestiftet und vom Heiligen Stuhl als Ehrenzeichen gebilligt.

## Geschichte
Papst Sixtus V. gründete 1586 den Ritterorden Orden der Ritter von Loretto mit dem Auftrag, Wegelagerer in der Gegend der Basilika vom Heiligen Haus in Loreto zu bekämpfen. Bereits nach zwei Jahren wurde der Orden als Ritterorden aufgelöst und der Titel auf die Domkapitulare des Heiligen Hauses beschränkt.
Dem Apostolischen Administrator von Loreto wurde 26. November 1888 die Erlaubnis zur Vergabe des Ehrenzeichens verliehen. Dies erfolgte anlässlich des 300. Jubiläums der Wandlung des Ritterordens in ein Kapitelabzeichen. Männer und Frauen durften nach Bezahlung einer Spende oder sonstiger Verdienste um das Heiligtum als „Ehrenkämmerer“ bzw. „Ehrendamen des Heiligen Hauses von Loretto“ aufgenommen werden und erhielten entsprechend ein Ehrenkreuz in einer von drei Stufen. Darüber hinaus noch verschiedene Ablässe.
Das Lorettokreuz wurde im Jahr 1983 nicht mehr vergeben, könnte aber bereits zuvor unter Paul VI. abgeschafft worden sein.

## Gestaltung
Die Auszeichnung besteht aus einem Malteserkreuz, in dessen Mitte sich auf der Vorderseite ein Medaillon mit der Abbildung der Statue der Schwarzen Madonna von Loreto befindet. Dieses Medaillon lehnt sich an die Medaille des Ordens der Ritter von Loreto an. Ein goldenes Band windet sich um die Kreuzarme herum.
Die drei Stufen des Kreuzes sind:
- 1. Klasse: goldenes Kreuz mit blau emaillierten Kreuzarmen und weißem Medaillon an einem blauen Band mit weißen Enden, die von einem dünnen gelben Streifen getrennt werden; getragen an einem Band um den Hals[1]
- 2. Klasse: goldenes Kreuz mit blau emaillierten Kreuzarmen und weißem Medaillon an einem blauen Band mit weißen Enden, die von einem dünnen gelben Streifen getrennt werden[5]; getragen auf der linken Brustseite[1]; getragen auf der linken Brustseite[1]
- 3. Klasse: vergoldetes Bronzekreuz an einem roten Band, das in der Mitte von einem weiß-blau-weißen Band und an den Rändern von dunkelgelb durchzogenen weißen Bändern durchbrochen wird[6]; getragen auf der linken Brustseite[1]

Auf der Rückseite befindet sich entweder die Inschrift BENEMERENTIBUS QUIBUS CORDI EST DECOR DOMUS LAURETANAE oder VIRIS LECTISSIMUS QUIBUS CORDI EST DECOR DOMUS LAURETANAE oder FEMINIS LECTISSIMUS QUIBUS CORDI […].
Kapitulare trugen das Kreuz an einer Kordel um den Hals.